# Затемнення (роман)
«Затемнення» — третій роман Стефені Маєр з Сутінкової саги, продовження історії Белли Свон та її любові до вампіра Едварда Каллена. В США книга вийшла з друку 7 серпня 2007 року мільйонним тиражем і зразу ж в першу добу було продано 150 тисяч екземплярів..
Затемнення — четверта з найбільш прибуткових книг 2008 року, кращими за продажами були лише три інші книги саги Сутінки, Новий місяць та Світанок.
Українською роман вийшов у видавництві «Країна мрій» 23 жовтня 2009 року в оригінальній обкладинці американського видання, 9 червня 2010 року був перевиданий новим тиражем в новій обкладинці з кадром фільму.

## Сюжет
Сієтлом прокотилася хвиля загадкових убивств, хтось створює армію вампірів, але хто і для чого? Беллі Свон знову доводиться обирати між коханням Едварда та дружбою Джейкоба. Молодий вовкулака намагається переконати Беллу, що він краще за мертвого і бездушного вампіра. Він насмілюється відкрито говорити з Беллою про власні почуття до неї. Від вибору Белли між Джейкобом та Едвардом залежить також вибір між життям та смертю.
Виявляється, що армію вампірів створює Вікторія, яка хоче помститися Беллі та Калленам. Заради перемоги й захисту Белли вовкулаки та перевертні утворюють союз на час битви. Дівчина робить свій остаточний вибір і обіцяє вийти заміж за Едварда, одночасно збирається стати вампіром. Про це дізнається Джейкоб. Розпочинається бій, Вікторія та її армія знищена. Каллени та перевертні виходять без втрат, Джейкоб отримує серйозну рану, з якою його організм справляється, проте він не може змиритися з вибором Белли й усамітнюється.

## Екранізація
Світова прем'єра фільму відбулась 30 червня 2010, а в Україні представлений глядачам 7 липня 2010 року. Режисер фільму — Девід Слейд. В головних ролях як і в попередніх фільмах: Крістен Стюарт (Белла), Роберт Паттінсон (Едвард), Тейлор Лотнер (Джейкоб). Бюджет фільму склав 68 млн дол. США.